# Euselasia euromus
Euselasia euromus is een vlindersoort uit de familie van de prachtvlinders (Riodinidae), onderfamilie Euselasiinae.
Euselasia euromus werd in 1856 beschreven door Hewitson.